# فستول
فستول (انگلیسی: Festool) شرکت تولید صنعتی آلمانی است، که در سال ۱۹۲۵ تأسیس شد.